# Oana Petrovschi
Oana Andreea Petrovschi est une gymnaste artistique roumaine, née le 5 février 1986 à Bârlad.

## Biographie
Oana Petrovschi a connu ses meilleurs résultats en 2002. Elle a en effet été médaillée d'argent aux barres asymétriques aux Championnats du monde à Debrecen et médaillée de bronze en saut de cheval aux Championnats d'Europe à Patras.
Elle a arrêté sa carrière sportive avant les Jeux olympiques d'Athènes en 2004 à cause d'importants problèmes de dos. En 2005, elle a attaqué en justice ses anciens entraîneurs, Mariana Bitang et Octavian Bellu, pour violence verbale.
Mariée à un citoyen américain, elle a ensuite quitté la Roumanie et s'est installée au Canada.